# Třída Smârdan
Třída Smârdan (jinak též Brutar II) je třída říčních monitorů rumunského námořnictva. Celkem bylo postaveno pět jednotek této třídy. Ve službě jsou od roku 1987. K roku 2024 všechny zůstávaly v aktivní službě.

## Stavba
Celkem bylo postaveno pět jednotek této třídy. Postavila je rumunská loděnice Şantierul Naval Mangalia v Mangalii. Na vodu byla spuštěny v letech 1987–1990 a do služby byly přijaty v letech 1987–1993.
Jednotky třídy Smârdan:
| Jméno         | Spuštěn na vodu | Vstup do služby   | Status                       |
| ------------- | --------------- | ----------------- | ---------------------------- |
| Rahova (176)  | 1987            | 11. září 1987     | Do srpna 1991 VB94, aktivní. |
| Opanez (177)  | 1988            | 1989              | Do srpna 1991 VB95, aktivní. |
| Smârdan (178) | 1990            | 14. května 1990   | Do srpna 1991 VB96, aktivní. |
| Posada (179)  | 1990            | 18. května 1991   | aktivní                      |
| Rovine (180)  | 1989            | 16. července 1993 | aktivní                      |

## Konstrukce

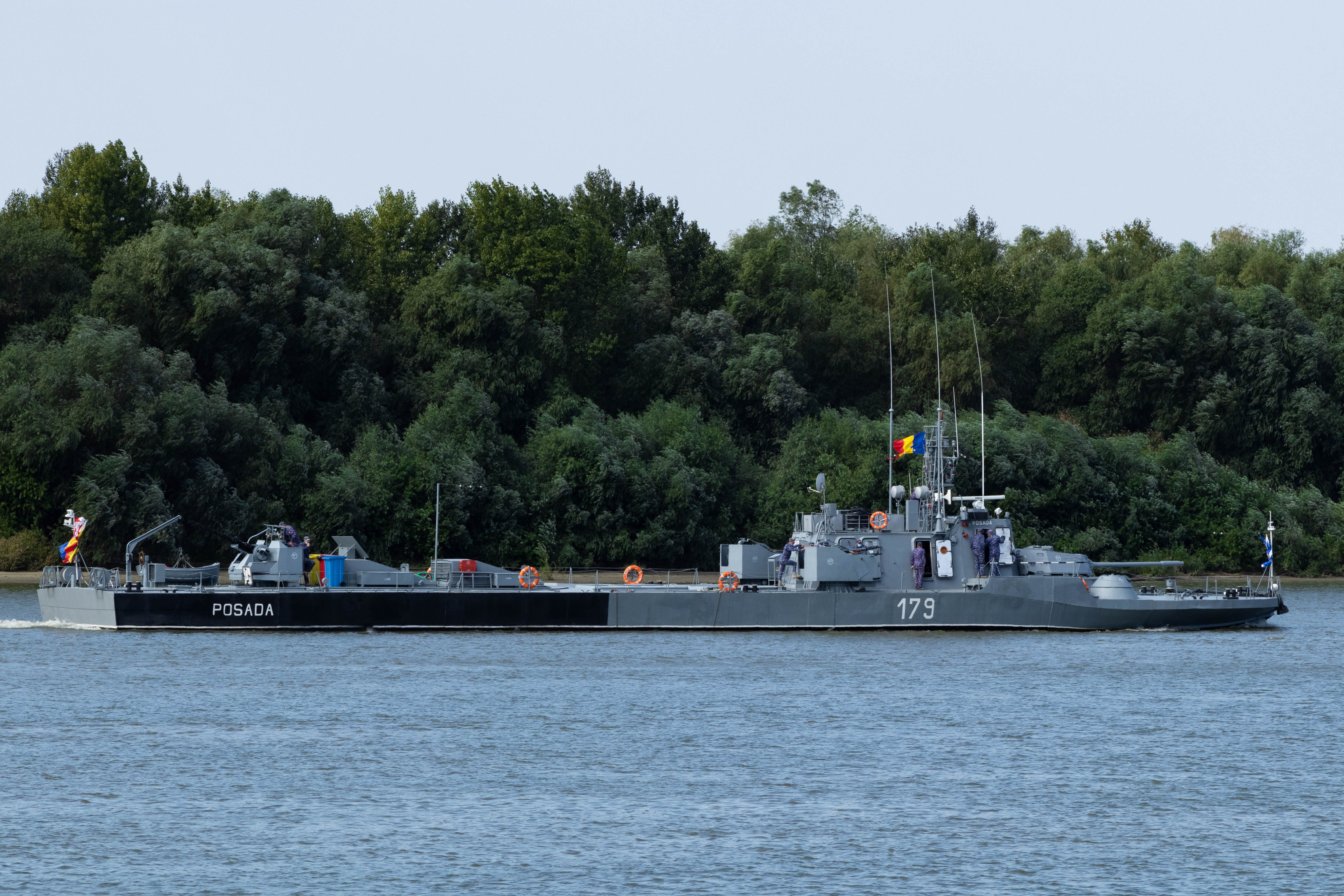
Posada (179)

Hlavní výzbroj monitorů tvoří jeden tankový 100mm kanón D-10TG v dělové věži na přídi a jeden 30mm dvoukanón na zádi. Dále jsou vyzbrojeny dvěma věžemi z obrněných transportérů TAB-77 na levoboku a pravoboku na přídi, každá s jedním 14,5mm kulometem MTB (licenční výrobek kulometu KPV) a jedním 7,62mm kulometem PKT. Doplňují je dvě 40hlavňová odpalovací zařízení pro protizemní 122mm neřizené střely APRN-122, která jsou běžně zasunuta v trupu, dva 14,5mm čtyřkulomety ZPU-4 po stranách nástavby a čtyři přenosné protiletadlové raketové komplety Strela-2M. Pohonný systém tvoří tři diesely, každý o výkonu 1200 hp, pohánějící tři lodní šrouby. Nejvyšší rychlost dosahuje šestnáct uzlů. Dosah je 270 námořních mil a autonomie provozu je 5 dní.